# Alma Brock-Smith
Alma Brock-Smith (* 21. Februar 1908 in Concord/Massachusetts; † 18. Oktober 2009) war eine US-amerikanisch-kanadische Pianistin und Musikpädagogin.

## Leben
Brock-Smith lebte in den 1920er Jahren in Saskatoon und studierte von 1927 bis 1938 bei Lyell Gustin. Daneben nahm sie als Stipendiatin Unterricht 1928 bei Percy Grainger am Chicago Musical College, 1930 in New York bei Edwin Hughes sowie 1935 in Seattle und 1944–45 in Los Angeles bei Emmanuel Bay. 1958–59 besuchte sie die Meisterklasse von Egon Petri, 1960–61 die Meisterklasse von Rosina Lhévinne. Als Pianistin gab sie 1929–30 Konzerte mit dem Saskatoon Symphony Orchestra und trat im Duo mit Saskatoon Symphony Orchestra in Radiosendern von Vancouver, Seattle und San Francisco auf.
In den USA unterrichtete Brock-Smith von 1947 bis 1962 am Konservatorium von San Francisco und von 1953 bis 1962 an der University of California. Sie zog 1962 nach Winnipeg und erhielt 1971 die kanadische Staatsbürgerschaft. Ab 1965 unterrichtete sie an der University of Manitoba. Sie spezialisierte sich auf die Ausbildung von Klavierduos, darunter Garth Beckett und Boyd McDonald sowie Paulette Price und Claudette Caron. Weitere Schüler waren u. a. Marjorie Beckett, Karin Redekopp, Alice Enns, Doreen Romanyk, Margaret Turner und John Clarke.